# Шарбаш
Шарба́ш (рос. Шарбаш, башк. Шарбаш) — присілок у складі Буздяцького району Башкортостану, Росія. Входить до складу Кілімовської сільської ради.
Населення — 120 осіб (2010; 124 у 2002).
Національний склад:
- татари — 70 %
- башкири — 29 %